# Потєхін Богдан Віталійович
Богдан Віталійович Потєхін (рос. Богдан Витальевич Потехин; 10 липня 1992, м. Магнітогорськ, Росія) — російський хокеїст, нападник. Виступає за «Металург» (Магнітогорськ) у Континентальній хокейній лізі.
Вихованець хокейної школи «Металург» (Магнітогорськ). Виступав за «Сталеві Лиси» (Магнітогорськ), «Металург» (Магнітогорськ), «Титан» (Клин), «Южний Урал» {Орськ}.
Досягнення
- Володар Кубка Харламова (2010)
- Володар Кубка Гагаріна (2014).